# Fioria
Fioria — рід квіткових рослин родини мальвові (Malvales). Рід поширений у тропічній зоні Африки.

## Види
- Fioria dictyocarpa
- Fioria pavonioides
- Fioria vitifolia
- Fioria yunnanensis